# Joseph-Léonard Duguay
Pour les articles homonymes, voir Duguay.
Joseph-Léonard Duguay (8 octobre 1900-3 décembre 1946) est un dentiste et homme politique fédéral, provincial et municipal du Québec.

## Biographie
Né à Sainte-Adélaïde-de-Pabos dans la région de la Gaspésie–Îles-de-la-Madeleine, il étudie au Séminaire de Rimouski, au Collège Sainte-Marie et à l'Université de Montréal où il obtient un diplôme en dentisterie en 1926.
Sur la scène fédérale, il devint député du Parti conservateur dans la circonscription fédérale de Lac-St-Jean en 1930. Défait dans Lac-Saint-Jean—Roberval par le libéral Armand Sylvestre en 1935 et en 1940, il le fut à nouveau à titre de candidat indépendant par le libéral indépendant Joseph-Alfred Dion en 1945.
Sur la scène provincial, il devient député du Parti conservateur du Québec dans la circonscription provinciale de Lac-Saint-Jean en 1935. Réélu sous la bannière de l'Union nationale en 1936, il fut défait en 1939.
Entretemps, il sert en tant que maire de la ville d'Alma de 1938 à 1940, avant de s'établir dans définitivenement dans la région de Montréal.